# 若宮正子
若宫正子（わかみや まさこ，1935年4月19日—）是一位日本IT人士。她是BBS「メロウ倶楽部」的副会長，也是世界上最年长的程序员，她在2017年81岁时开发了IPhone应用程序hinadan。她的網名是 "Merchan"。

## 外部鏈接
- 若宮 正子 （页面存档备份，存于） - TEDxTokyo
- YouTube上的Masako Wakamiya